# Yvan Muller

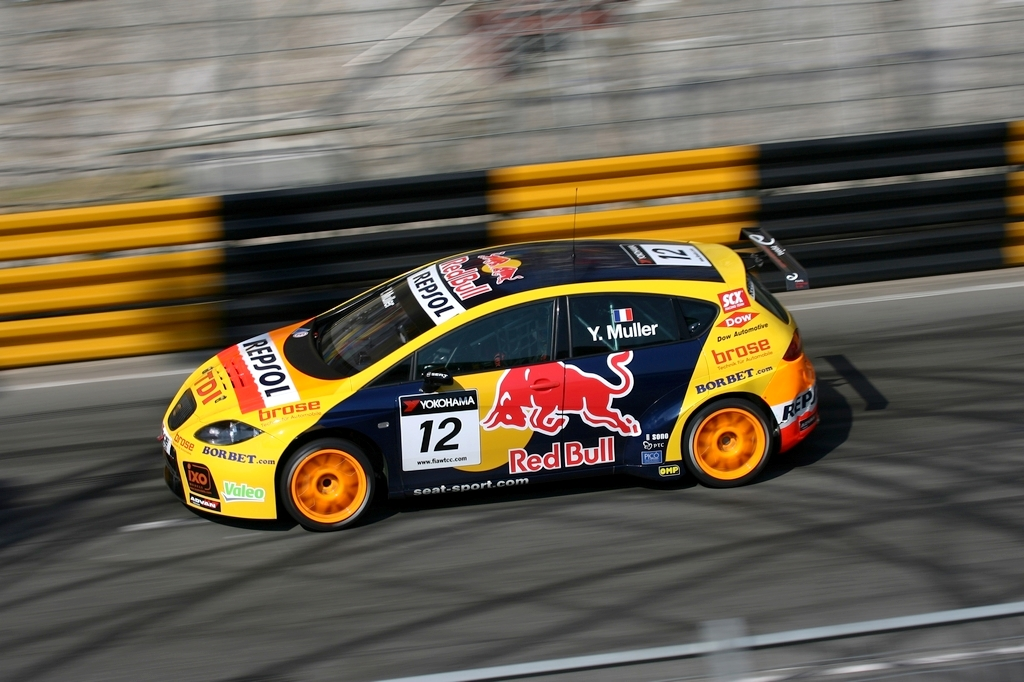
Yvan Muller a Macau el 2008.

Yvan Muller (Altkirch, Alsàcia, 16 d'agost de 1969) és un pilot d'automobilisme francès especialitzat en curses de turismes guanyador del Campionat Mundial de Turismes 2008 amb l'equip SEAT Sport.
Muller s'inicià en l'automobilisme a la Fórmula Renault i la Fórmula 3 francesa, tot i que posteriorment guanyà la Fórmula 2 britànica l'any 1992, passant a disputar la Fórmula 3000 l'any 1993.
L'any 1995 Yvan Muller guanya el Campionat Francès de Turismes, per posteriorment disputar durant uns quants anys el Campionat Britànic de Turismes.
Posteriorment, l'any 2006 fitxa per SEAT Sport per participar en el Campionat Mundial de Turismes, finalitzant el campionat en 4a posició el 2006, en 2a el 2007 perdent el títol enfront Andy Priaulx en l'última cursa i alçant-se finalment amb el títol mundial el 2008 a l'última cursa enfront del seu company d'equip Gabriele Tarquini.
Paral·lelament, ha guanyat en 10 ocasions el Trofeu Andros de curses automobilistiques sobre gel franceses, ha participat en quatre ocasions a les 24 Hores de Le Mans i en dues en el Ral·li Dakar.